# Purpurskrika
Purpurskrika (Cyanocorax cyanomelas) är en fågel i familjen kråkfåglar inom ordningen tättingar.

## Utseende och läte
Purpurskrikan är en stor och mörk skrika med djupt purpurblå kropp och mörkare huvud. Där utbredningsområdet överlappar med violettskrika skiljer den sig genom mörkare fjäderdräkt. Den tendererar också att vara mindre vanlig och hittas i mer ursprungliga miljöer. Bland lätena hörs låga och hårda "jeeer!".

## Utbredning och systematik
Fågeln förekommer från sydöstra Peru, nordöstra Argentina, Paraguay och sydvästra Brasilien. Den behandlas som monotypisk, det vill säga att den inte delas in i några underarter.

## Levnadssätt
Purpurskrikan hittas i högväxt skog och skogsbryn. Där rör den sig i ljudliga grupper genom skogens mellersta och övre skikt.

## Status
Arten har ett stort utbredningsområde och beståndet anses stabilt. Internationella naturvårdsunionen IUCN listar den därför som livskraftig (LC).